# كارلوس كروز مندوزا
كارلوس كروز مندوزا (بالإسبانية: Carlos Cruz Mendoza)‏ هو سياسي مكسيكي، ولد في 19 يناير 1960 في المكسيك. حزبياً، نشط في الحزب الثوري المؤسساتي. وقد انتخب عضو مجلس النواب المكسيك.